# Seznam chráněných území v okrese Senec
Toto je seznam chráněných území v okrese Senec aktuální k roku 2015, ve kterém jsou uvedena chráněná území v oblasti okresu Senec.
| Kód | Obrázek | Typ | Název | Rozloha (ha) | Galerie Commons                      | Popis území | Souřadnice                    |
| --- | ------- | --- | ----- | ------------ | ------------------------------------ | ----------- | ----------------------------- |
| 168 | Šúr     | NPR | Šúr   | 654,9590     | Kategorie „Šúr“ na Wikimedia Commons |             | 48°14′12″ s. š., 17°14′ v. d. |